# Filomena de Tornos
Filomena de Tornos y Steinhart (Viena, 19 de junio de 1977) es una aristócrata española  casada con Juan de Orleans, jefe de la casa real de Orleans. Ostenta el título de condesa de París por matrimonio.

## Biografía
Filomena nació el 19 de junio de 1977 en la ciudad de Viena, Austria, bisnieta del II marqués de Yanduri, segunda hija del español Alfonso de Tornos y la austríaca, Antonia Steinhart. Su abuelo paterno, Juan de Tornos fue el secretario personal del infante Juan, conde de Barcelona, abuelo del rey Felipe VI de España.

## Matrimonio y descendencia
Filomena se casó por lo civil el 19 de marzo de 2009 y por la iglesia el 2 de mayo de ese mismo año con Juan de Orleans, (París, 19 de mayo de 1965), hijo de Enrique, conde de París y su primera esposa, la duquesa María Teresa de Wurtemberg.
El matrimonio tiene seis hijos:
- Gastón Luis Antonio María (19 de noviembre de 2009 en París). Sus seis padrinos son: el príncipe Eudes, duque de Angulema (tío paterno), Magdalena de Tornos (tía materna), el príncipe Carlos, duque de Castro, la princesa Astrid de Bélgica, el conde Francisco Pedro de Feydeau, y la condesa Magdalena de El Abra. Gastón es el príncipe heredero de Francia según los orleanistas.
- Antonia Leopoldina Juana María (28 de enero de 2012 en Viena). Sus seis padrinos son: David de Tornos (tío materno), la princesa Leopoldina de Liechtenstein (prima hermana), el conde Damián de Schönborn-Buchleim (tío segundo), Francesca López de la Osa, Leopoldo Gavito y Dominique de Layre.
- Luisa Margarita Leonor María (30 de julio de 2014 en Poissy). Sus cinco padrinos son: la princesa Margarita de Liechtenstein, la princesa Sibila de Luxemburgo, el duque Felipe de Luynes, Álvaro Jaime de Orleans-Borbón y el archiduque Miguel de Austria.
- José Gabriel David María (2 de junio de 2016). Sus seis padrinos son: el príncipe Juan de Liechtenstein (primo hermano), el infante Alfonso, príncipe de Beira (tío tercero), Benedikt du Cassé, la princesa María, duquesa de Angulema (tía política), la princesa Tılsım de Liechtenstein y Kildine Stevenson (tío segundo).
- Jacinta Isabel Carlota María (9 de octubre de 2018 en Dreux). Sus padrinos son: la princesa María de Liechtenstein (prima hermana), el príncipe Pierre d'Orléans (primo hermano), el duque Carlos Felipe de Anjou (tío segundo), la duquesa de Gramont, la princesa Silvia de Arenberg y el conde Hervé de Solages.
- Alfonso Carlos Francisco María (31 de diciembre de 2023 en Carcasona). [4] Sus padrinos son: el infante Dinis de Portugal, el marqués de La Roche-Aymon, Régis de Pampelonne, la condesa Thibaud de Soulages, la princesa Johanna Reuss y la señora de Belmont.

## Títulos, honores y tratamientos
- 19 de junio de 1977 – 19 de marzo de 2009: Doña Filomena de Tornos y Steinhart.
- 19 de marzo de 2009 – 21 de enero de 2019: Su Alteza Real la duquesa de Vendôme.
- 21 de enero de 2019 – actualidad: Su Alteza Real la condesa de París.

## Distinciones honoríficas
- Bailli Dama Gran Cruz de Justicia de la Sagrada Orden Militar Constantiniana de San Jorge (19/3/2019).[5][6]
- Gran Cruz de Honor de la Orden de la Reina Santa Isabel (6/11/2012).[7][8][9]